# Marquesado de Camarena la Vieja
El marquesado de Camarena la Vieja es un título nobiliario español creado por el rey Felipe IV a favor de Diego de Castejón y Fonseca, obispo de Tarazona y de Lugo y presidente del Consejo de Castilla, «con la facultad de que designase la persona que pudiera emplearse en él», por lo cual se expidió el real despacho el 20 de enero de 1643 a favor de su sobrino.

## Marqueses de Camarena la Vieja
|                        | Titular                                                | Periodo                |
| Creación por Felipe IV | Creación por Felipe IV                                 | Creación por Felipe IV |
| ---------------------- | ------------------------------------------------------ | ---------------------- |
| I                      | Diego de Castejón y Fonseca                            | 1643                   |
| II                     | José González de Castejón y Mendoza                    | 1643-¿?                |
| III                    | Pedro Francisco de Ovando y Castejón                   | ¿?-¿?                  |
| IV                     | Vicente Francisco de Ovando Rol de Solís               | ¿?-¿?                  |
| V                      | María Josefa de Ovando y Ovando                        | ¿?-1775                |
| VI                     | Antonio María de Arce y Ovando                         | 1775-1832              |
| VII                    | José Francisco de Paula de Arce y Colón de Larreátegui | 1832-1856              |
| VIII                   | García Ramón de Arce y Aponte                          | 1856-1897              |
| IX                     | Gonzalo de Carvajal y Arce                             | 1897-1905              |
| X                      | Adela de Carvajal y López-Montenegro                   | 1907-1951              |
| XI                     | Gonzalo Márquez de la Plata y Carvajal                 | 1953-2000              |
| XII                    | Gonzalo Márquez de la Plata y Dolz de Espejo           | 2004-actual titular    |

## Historia de los marqueses de Camarena la Vieja
- Diego de Castejón y Fonseca (Madrid, 1580-Ágreda, 19 de febrero de 1655), I marqués de Camarena la Vieja,[1] obispo de Lugo (1634-1636) y de Tarazona (desde 1643), presidente y gobernador del Consejo de Castilla y vicario general del arzobispo de Toledo.[2] Era hijo de Diego González de Castejón y Díez de Armendáriz de Aux, alférez mayor de Ágreda, caballero de la Orden de Calatrava, gobernador y decano del Consejo de las Órdenes, y de María o Teresa de Fonseca y Ulloa, descendiente de Alonso de Fonseca, arzobispo de Sevilla.[3]

Le sucedió su sobrino, hijo de su hermano Antonio González de Castejón Fonseca, alférez mayor de Ágreda, gentilhombre de boca de los reyes Felipe III y Felipe IV, y de María de Mendoza y Lodeña, hija de Jerónimo de Mendoza, natural de Valladolid, caballero de la Orden de Calatrava, y de Ana de Lodeña y Góngora:
- José González de Castejón y Mendoza, II marqués de Camarena la Vieja,[2] caballero de la Orden de Calatrava, gentilhombre de cámara de Juan de Austria, alférez mayor de Ágreda, y gobernador de Sanlúcar de Barrameda.[2]

Contrajo matrimonio con María de Gaytán de Mendoza. Sin descendencia, le sucedió su sobrino, hijo de Micaela de Castejón y Mendoza, hermana del II marqués, y de Francisco Antonio de Ovando Rol de la Cerda, alférez mayor de Cáceres:
- Pedro Francisco de Ovando y Castejón, III marqués de Camarena la Vieja,[2] alférez mayor de la ciudad de Cáceres.[2]

Casó con María Magdalena de Solís y Aldana, natural de Cáceres. Sucedió su hijo:
- Vicente Francisco de Ovando Rol de Solís (Cáceres, 24 de octubre de 1700-Madrid, 13 de marzo de 1781), IV marqués de Camarena la Vieja,[5] IX señor de Arguijuela de Abajo,[6] alférez mayor perpetuo de Cáceres, caballero de la Orden de Calatrava.[5] Debido a las incompatibilidades del marquesado de Camarena la Vieja con los mayorazgos que poseía, renunció al título y, a cambio, obtuvo, en 1776, el título de marqués de Camerana la Real.[2]

Casó en primeras nupcias, en 1713, siendo su primer esposo, con María Teresa Castejón y Peralta-Velasco, IX marquesa de Falces, XI condesa de Santisteban de Lerín, II condesa de Agramonte de Valdecabriel, etc., matrimonio que fue anulado. Contrajo un segundo matrimonio, en Cáceres, en 1753, con María Cayetana Vicenta de Ovando Ulloa y Calderón. No tuvo descendencia y le sucedió su sobrina tercera:
- María Josefa de Ovando y Ovando (m. 1775), V marquesa de Camarena la Vieja.[9]

Casó con Antonio Vicente de Arce y Porres, caballero de la Orden de Alcántara. Sucedió su hijo:
- Antonio María de Arce y Ovando (1775-1832), VI marqués de Camarena la Vieja,[7] V marqués del Reino[7] y caballero de la Orden de Alcántara.[10]

Casó con María Josefa Colón de Larreátegui y Sierra, hija de José Joaquín Colon de Larreátegui y Ximénez de Embún y de Josefa Sierra y Sarria. Sucedió su hijo:
- José Francisco de Paula de Arce y Colón de Larreátegui, (m. Cáceres, 27 de febrero de 1856), VII marqués de Camarena la Vieja,[7] VI marqués del Reino,[7]  VI conde de Encinas XIV señor de la Casa de las Cigueñas, II de la Arguijuela de Arriba y XII de Carretona, pariente mayor de la casa de Ovando[11] y último señor de los mayorazgos de Diego de Cáceres y de Francisco de Ovando.

Casó, el 24 de septiembre de 1840, en Cáceres, con  María de las Mercedes de Aponte y Ortega-Montañés (1822-1896) de quien fue su primer esposo, VIII marquesa de Torre Orgaz,  y V marquesa de Camarena la Real. Sucedió su hijo:
- García Ramón de Arce y Aponte (Cáceres, 2 de noviembre de 1844-Foz do Douro, Oporto, 4 de septiembre de 1897), VIII marqués de Camarena la Vieja, VI conde de los Corbos,[11] IX marqués de Torre Orgaz y VII conde de Encinas. Tuvo como protegidos a la familia Pérez Florido del Valle de Abdalajís, familia de la fundadora y beata Petra de San José. Intervino en la ruptura del compromiso entre la beata y su prometido, Paco Mir, por razones de rivalidad política.[13]

No contrajo matrimonio pero tuvo mucha descendencia ilegítima. Sucedió su primo:

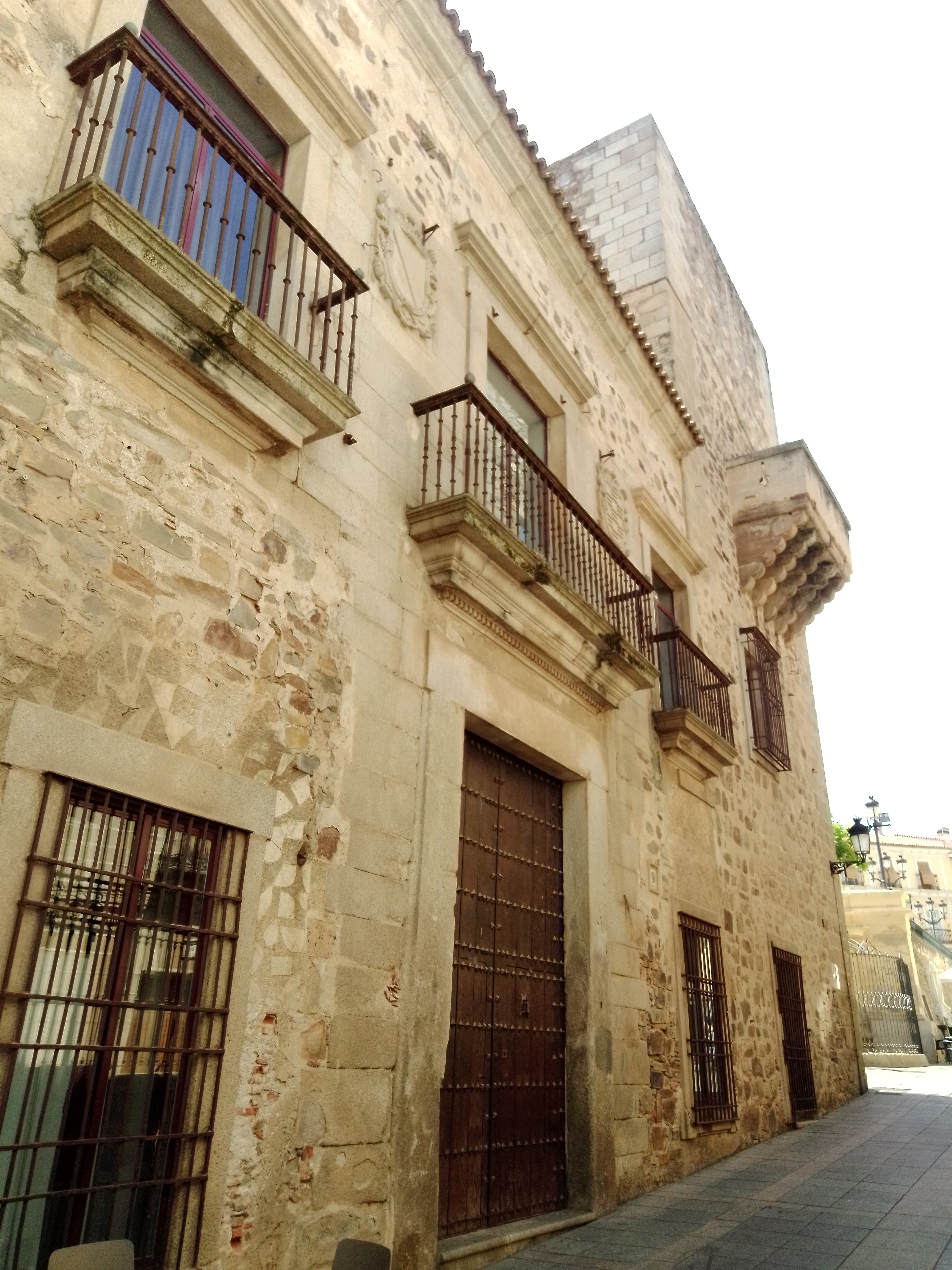
Palacio de Camarena en la ciudad de Cáceres

- Gonzalo de Carvajal y Arce (Cáceres, 18 de septiembre de 1844-Madrid, 17 de noviembre de 1905), IX marqués de Camarena la Vieja,[15][16] VII conde de los Corbos y pariente mayor de la casa de Ovando.[16] Era hijo de Diego de Carvajal y Pizarro, alcalde de Cáceres, y de su esposa María Josefa de Arce y Colón de Larreátegui.[17]

Casó,  el 14 de abril de 1873 en Cáceres, con Justa Pastora López-Montenegro y Sáenz de Laguna (1848-1931). Fueron padres de dos hija, Adela, que sucedió en el marquesado de Camarena la Vieja, y María Justa Carvajal López-Montenegro que sucedió en el condado de los Corbos.
- Adela de Carvajal y López-Montenegro, (1886-1951) X marquesa de Camarena la Vieja.[20][16]

Casó, el 16 de julio de 1910, en Cáceres, con Enrique Vico Portillo (Jaén, 9 de abril de 1862-Cáceres, 3 de agosto de 1941), general del ejército y gran cruz del mérito militar. Sin descendencia, sucedió su sobrino, hijo de su hermana María Justa Carvajal y López-Montenegro (1887-1951), marquesa de Camarena la Real y de su esposo Fernando Márquez de la Plata Angioletti.
- Gonzalo Márquez de la Plata y Carvajal (Cáceres, 22 de septiembre de 2019-Madrid, 21 de octubre de 2000), XI marqués de Camarena la Vieja,[16][21] IX conde de los Corbos[16] y marqués de Camarena la Real.[22]

Casó el 21 de junio de 1943, en Madrid, con María Dolores Narváez y Coello de Portugal (Madrid, 29 de octubre de 1923-Cáceres, 15 de noviembre de 1989), hija de Luis María Narváez y Ulloa y de Margarita Coello de Portugal y Bermúdez de Castro. Le sucedió, en 2004, su nieto, hijo de Gonzalo Márquez de la Plata y Narváez (m. 1990), X conde de los Corbos, y de Pilar Dolz de Espejo y Arróspide con quien casó el 16 de noviembre de 1946:
- Gonzalo Márquez de la Plata y Dolz de Espejo, XII marqués de Camarena la Vieja[23][24] y XI conde de los Corbos.[25][26]